# Hytera

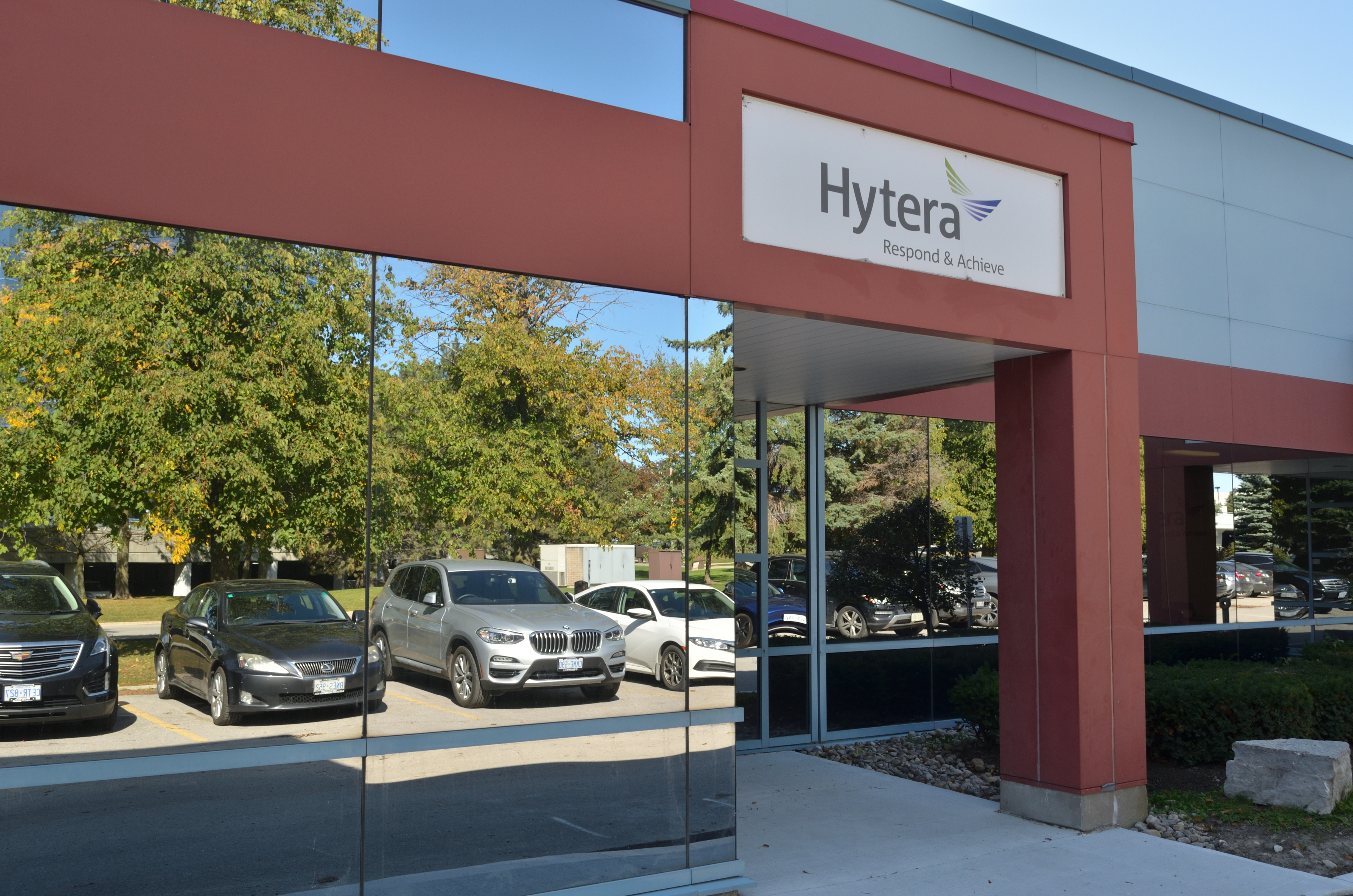
Ett Hyterakontor i Ontario, Kanada.

Hytera Communications Co., Ltd., (tidigare känt som Shenzhen HYT Science & Technology Co. Ltd.), grundat 1993 är en leverantörer av professionell kommunikationsutrustning och professionella kommunikationstjänster. Företaget levererar digital och analog radiokommunikationsutrustning och har sin bas i Hi-Tech Industry Park, Shenzhen, Kina.